# Équipe cycliste Tudor
L'équipe cycliste Tudor (anciennement Swiss Racing Academy) est une équipe cycliste suisse. Créée en 2018, elle court depuis 2023 avec une licence ProTeam. Son propriétaire est l'ancien coureur Fabian Cancellara.

## Histoire de l'équipe

### Les débuts
L'équipe est fondée en 2018 sous le nom de Swiss Racing Academy pour promouvoir les jeunes cyclistes sur route suisses. Elle court avec une licence d'équipe continentale à partir de 2019. Au cours de la saison 2020, Fabian Cancellara est recruté comme mentor et conseiller de l'équipe.
Les coureurs de l'équipe sont principalement des coureurs de moins de 23 ans qui participent principalement aux courses de l'UCI Europe Tour. Jusqu'en 2020, l'équipe est composée exclusivement de coureurs suisses, mais depuis la saison 2021, elle comprend également des coureurs d'autres nations. À la mi-mai 2022, le fabricant de montres Tudor devient le nouveau sponsor principal. 

### 2023: début en ProTeam
Elle obtient une licence ProTeam en 2023. Pour sa première saison à ce niveau, l’équipe suisse recrute des coureurs ayant déjà fait leurs preuves, c’est le cas des sprinteurs néerlandais Arvid de Kleijn et Maikel Zijlaard ou des Suisses Sébastien Reichenbach et Yannis Voisard. Lors de cette année, l’équipe remporte un total de onze victoires dont six par leur sprinteur phare : de Kleijn qui remporte notamment Milan-Turin.

### 2024: premières victoires en World Tour
Le mercato 2023/2024 de l’équipe suisse voit l’arrivée de coureurs confirmés tels que Michael Storer, double vainqueur d’étape sur le Tour d’Espagne, Alberto Dainese, triple vainqueur d’étape sur des Grands Tour, le jeune Marius Mayrhofer, vainqueur de la Cadel Evans Great Ocean Road Race Classic ou encore de l’expérimenté et sextuple vainqueur d’étape sur des Grand Tour, Matteo Trentin. Ces coureurs viennent renforcer l’effectif qui ne compte aucun départ pendant l’hiver. 
Le début de saison de l’équipe est positif, elle obtient sa première victoire sur une course World Tour lors de la deuxième étape de Paris-Nice. En avril, l’équipe récidive sur le Tour de Romandie en remportant le prologue inaugural. L'équipe remporte également 3 championnats nationaux. Deux sur la route (Allemagne et Suède), un en contre-la-montre (Luxembourg). Durant l'été l'équipe gagne le Tour de Wallonie ainsi que le Grand Prix de Fourmies. L'équipe Tudor compte déjà 10 victoires en incluant quelques étapes prises sur le circuit UCI Europe Tour. En septembre, de Kleijn lève les bras sur le Grand Prix d'Isbergues, puis à deux nouvelles reprises sur le Tour de Langkawi lors des 4e et 5e étapes.
Le double champion du monde français, Julian Alaphilippe, en fin de contrat chez l'Équipe cycliste Soudal Quick-Step, s'engage pour les saisons 2025 à 2027 avec l'équipe au deuxième semestre 2024. Le Suisse Marc Hirschi et l'Autrichien Marco Haller signent également chez Tudor pour 2025.

## Classements UCI
L'équipe participe aux circuits continentaux et principalement à des épreuves de l'UCI Europe Tour. Les tableaux ci-dessous présentent les classements de l'équipe sur les différents circuits, ainsi que son meilleur coureur au classement individuel.
UCI Europe Tour
| UCI Europe Tour | UCI Europe Tour        | UCI Europe Tour                           | UCI Europe Tour |
| Année           | Classement par équipes | Meilleur coureur au classement individuel |                 |
| --------------- | ---------------------- | ----------------------------------------- | --------------- |
| 2019            | 39e                    | Stefan Bissegger (170e)                   |                 |
| 2020            | 58e                    | Alex Vogel (670e)                         |                 |
| 2021            | 61e                    | Alex Vogel (617e)                         |                 |
| 2022            | 23e                    | Robin Froidevaux (343e)                   |                 |
| 2023            | 7e                     | Arvid de Kleijn (110e)                    |                 |
| 2024            | 4e                     | Matteo Trentin (65e)                      |                 |
|                 |                        |                                           |                 |
| Source : UCI    |                        |                                           |                 |

L'équipe est également classée au Classement mondial UCI qui prend en compte toutes les épreuves UCI et concerne toutes les équipes UCI.
| Classement mondial | Classement mondial     | Classement mondial                        | Classement mondial |
| Année              | Classement par équipes | Meilleur coureur au classement individuel |                    |
| ------------------ | ---------------------- | ----------------------------------------- | ------------------ |
| 2019               | 72e                    | Stefan Bissegger (204e)                   |                    |
| 2020               | 93e                    | Alex Vogel (839e)                         |                    |
| 2021               | 94e                    | Alex Vogel (798e)                         |                    |
| 2022               | 45e                    | Robin Froidevaux (429e)                   |                    |
| 2023               | 25e                    | Arvid de Kleijn (133e)                    |                    |
| 2024               | 22e                    | Matteo Trentin (81e)                      |                    |
|                    |                        |                                           |                    |
| Source : UCI       |                        |                                           |                    |

## Principales victoires

### Courses d'un jour
- Milan-Turin : 2023 (Arvid de Kleijn)
- Grand Prix de Fourmies : 2024 (Arvid de Kleijn)
- Grand Prix d'Isbergues : 2024 (Arvid de Kleijn)
- Muscat Classic : 2025 (Rick Pluimers)
- Trofeo Serra Tramuntana : 2025 (Florian Stork)
- Grand Prix de Valence : 2025 (Marc Hirschi)

### Courses par étapes
- Alpes Isère Tour : 2022 (Yannis Voisard)
- Région Pays de la Loire Tour : 2023 (Alexander Kamp)
- Tour de Bretagne : 2023 (Simon Pellaud)
- Tour de Wallonie : 2024 (Matteo Trentin)

### Championnats nationaux
- Championnats d'Allemagne sur route : 1
  - Course en ligne : 2024 (Marco Brenner)
- Championnats du Luxembourg sur route : 1
  - Contre-la-montre : 2024 (Arthur Kluckers)
- Championnats de Suisse sur route : 1
  - Course en ligne : 2022 (Robin Froidevaux)
- Championnats de Suède sur route : 2
  - Course en ligne : 2023 (Lucas Eriksson) et 2024 (Jacob Eriksson)

## Bilan sur les grands tours
- Tour d'Italie
  - 2 participations (2024, 2025) 
  - 0 victoires d'étape
  - 0 classement annexe

- Tour de France
  - 1 participation (2025) 
  - 0 victoire d'étape
  - 0 classement annexe

- Tour d'Espagne
  - 0 participations
  - 0 victoires d'étape
  - 0 classement annexe

## Principaux coureurs depuis les débuts
| Nom              | Année de naissance | Période dans l’équipe | Principales victoires |
| ---------------- | ------------------ | --------------------- | --- |
| Stefan Bissegger | 1998               | 2019                  | - 1 étape du Tour du Jura (contre-la-montre) - Championnat de Suisse de contre-la-montre U23                                                                     |
| Yannis Voisard   | 1998               | 2020-                 | - 1 étape du Tour d'Italie espoirs (2021) - Classement général de l’Alpes Isère Tour (2022) - 1 étape du Tour de Hongrie (2023)                                  |
| Robin Froidevaux | 1998               | 2021-                 | - Championnat de Suisse sur route (2022) - 1 étape de l’Istrian Spring Tour (2022)                                                                               |
| Alex Baudin      | 2001               | 2022                  | - 1 étape de l’Istrian Spring Tour (2022) - 1 étape du Tour de Bretagne (2022) - 1 étape du Tour de la Vallée d'Aoste (2022)                                     |
| Arvid de Kleijn  | 1994               | 2023-                 | - Milan-Turin (2023) - 4 étapes du Tour du Langkawi (2023 et 2024) - 1 étape de Paris-Nice 2024) - Grand Prix de Fourmies (2024) - Grand Prix d'Isbergues (2024) |
| Simon Pellaud    | 1992               | 2023-2024             | - Classement général du Tour de Bretagne (2023) |
| Alexander Kamp   | 1993               | 2023-2024             | - Classement général du Région Tour Pays de la Loire (2023) |
| Maikel Zijlaard  | 1999               | 2023-                 | - 1 étape du Tour de Romandie (prologue de 2024) |
| Matteo Trentin   | 1989               | 2024-                 | - Classement général du Tour de Wallonie (2024) |

## Tudor Pro Cycling Team en 2025
Effectif
| Effectif 2025            | Effectif 2025     | Effectif 2025 | Effectif 2025                       |
| Cycliste                 | Date de naissance | Pays          | Équipe précédente                   |
| ------------------------ | ----------------- | ------------- | ----------------------------------- |
| Julian Alaphilippe       | 11 juin 1992      | France        | Soudal Quick-Step (2024)            |
| Marco Brenner            | 27 août 2002      | Allemagne     | Team DSM-Firmenich (2023)           |
| Alberto Dainese          | 25 mars 1998      | Italie        | Team DSM-Firmenich (2023)           |
| Arvid de Kleijn          | 21 mars 1994      | Pays-Bas      | Human Powered Health (2022)         |
| Jacob Eriksson           | 1 octobre 1999    | Suède         | Riwal Cycling Team (2022)           |
| Lucas Eriksson           | 10 avril 1996     | Suède         | Riwal Cycling Team (2022)           |
| Robin Froidevaux         | 17 octobre 1998   | Suisse        | Akros-Excelsior-Thömus (2020)       |
| Marco Haller             | 1 avril 1991      | Autriche      | Red Bull-Bora-Hansgrohe (2024)      |
| Miká Heming              | 6 avril 2000      | Allemagne     | ATT Investments (2022)              |
| Marc Hirschi             | 24 août 1998      | Suisse        | UAE Team Emirates (2024)            |
| Petr Kelemen             | 18 novembre 2000  | Tchéquie      | Elkov-Kasper (2021)                 |
| Arthur Kluckers          | 15 mars 2000      | Luxembourg    | Leopard Pro Cycling (2022)          |
| Sebastian Kolze Changizi | 29 décembre 2000  | Danemark      | ColoQuick (2022)                    |
| Alexander Krieger        | 28 novembre 1991  | Allemagne     | Alpecin-Deceuninck (2023)           |
| Fabian Lienhard          | 3 septembre 1993  | Suisse        | Groupama-FDJ (2024)                 |
| Marius Mayrhofer         | 18 septembre 2000 | Allemagne     | Team DSM-Firmenich (2023)           |
| Aivaras Mikutis          | 16 septembre 2002 | Lituanie      | Tudor Pro Cycling U23 (2024)        |
| Rick Pluimers            | 7 décembre 2000   | Pays-Bas      | Jumbo-Visma Development Team (2022) |
| Mathys Rondel            | 23 septembre 2003 | France        | Tudor Pro Cycling U23 (2024)        |
| Michael Storer           | 28 février 1997   | Australie     | Groupama-FDJ (2023)                 |
| Florian Stork            | 27 avril 1997     | Allemagne     | Team DSM-Firmenich (2023)           |
| Joël Suter               | 25 octobre 1998   | Suisse        | UAE Team Emirates (2022)            |
| Roland Thalmann          | 5 août 1993       | Suisse        | Team Vorarlberg (2022)              |
| Matteo Trentin           | 2 août 1989       | Italie        | UAE Team Emirates (2023)            |
| Yannis Voisard           | 26 juillet 1998   | Suisse        | Akros-Thömus (2019)                 |
| Lawrence Warbasse        | 28 juin 1990      | États-Unis    | Decathlon-AG2R La Mondiale (2024)   |
| Fabian Weiss             | 11 avril 2002     | Suisse        | Tudor Pro Cycling U23 (2024)        |
| Hannes Wilksch           | 30 octobre 2001   | Allemagne     | Tudor Pro Cycling U23 (2023)        |
| Luc Wirtgen              | 7 juillet 1998    | Luxembourg    | Bingoal Pauwels Sauces WB (2022)    |
| Maikel Zijlaard          | 1 juin 1999       | Pays-Bas      | VolkerWessels Cycling Team (2022)   |
|                          |                   |               |                                     |
| Source : ProCyclingStats |                   |               |                                     |

Victoires
| Victoires | Victoires                                   | Victoires  | Victoires | Victoires        | Victoires |
| Date      | Course                                      | Pays       | Classe    | Vainqueur        |           |
| --------- | ------------------------------------------- | ---------- | --------- | ---------------- | --------- |
| 26 janv.  | Grand Prix de Valence                       | Espagne    | 1.1       | Marc Hirschi     |           |
| 31 janv.  | Trofeo Serra de Tramontana                  | Espagne    | 1.1       | Florian Stork    |           |
| 7 fév.    | Muscat Classic                              | Oman       | 1.1       | Rick Pluimers    |           |
| 15 mars   | 7e étape, Paris-Nice                        | France     | 2.UWT     | Michael Storer   |           |
| 22 avr.   | 2e étape du Tour des Alpes                  | Italie     | 2.Pro     | Michael Storer   |           |
| 25 avr.   | Classement général, Tour des Alpes          | Italie     | 2.Pro     | Michael Storer   |           |
| 1 juin    | 3e étape des Boucles de la Mayenne          | France     | 2.Pro     | Marius Mayrhofer |           |
| 21 juin   | Championnat de Lituanie du contre-la-montre | Lituanie   | CN        | Aivaras Mikutis  |           |
| 29 juin   | Championnat du Luxembourg sur route         | Luxembourg | CN        | Arthur Kluckers  |           |
| 29 juin   | Championnat de Lituanie sur route           | Lituanie   | CN        | Aivaras Mikutis  |           |